# BASF

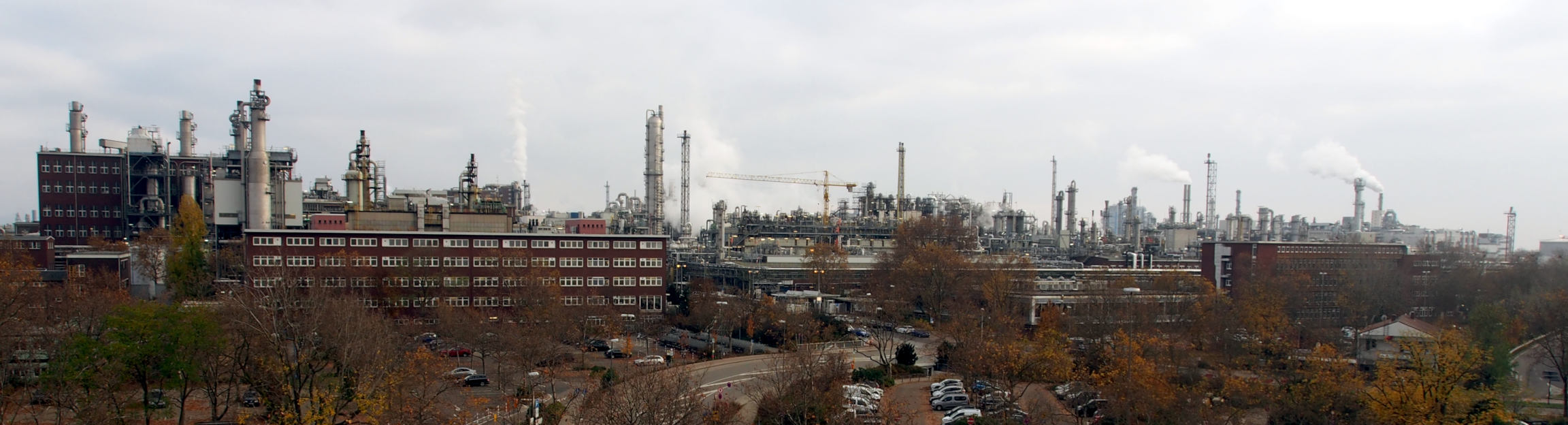
Le siège de BASF à Ludwigshafen.

BASF SE est un groupe chimique allemand et le plus grand groupe chimique au monde. Frédéric Engelhorn a fondé BASF dont l'abréviation signifiait à l'origine Badische Anilin- & Soda-Fabrik (« Fabrique d'aniline et de soude de Bade »). Le siège social de l'entreprise créé en 1865 se situe à Ludwigshafen près du Rhin en Allemagne. Sur une surface de plus de 10 km2, près de 34 000 personnes travaillent au développement, aux essais, à la fabrication et à la commercialisation de plusieurs milliers de produits.

## Profil

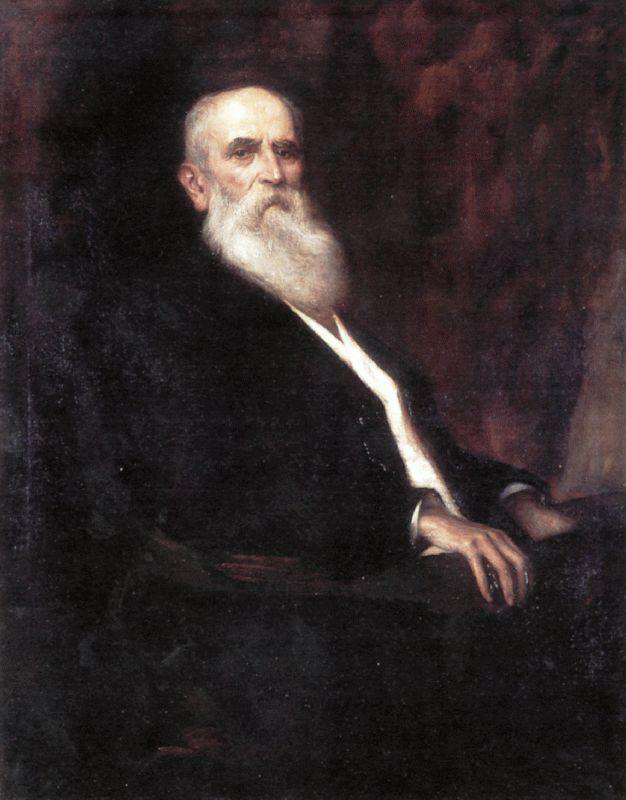
Frédéric Engelhorn.

L'entreprise BASF est fondée le 6 avril 1865, comptant trente employés sous la direction de Frédéric Engelhorn (1821-1902) et produisant de l'aniline, de la soude, des colorants dérivés du goudron. Le groupe commence à prendre une envergure internationale à partir des années 1900; les effectifs passant de 7 000 à 24 000 en l'espace de vingt ans. BASF est connue pour avoir été la première à réussir à synthétiser les colorants alizarine, indigo et indanthrène. De plus, elle parvient à créer du caoutchouc synthétique et réussit à générer à partir d'azote et de charbon, de l'ammoniac. BASF fabrique aussi des engrais et des produits pharmaceutiques[réf. nécessaire].
BASF comprend plus de 170 filiales et coentreprises et opère sur plus de 380 sites de production, aussi bien en Europe, Asie, Amérique du Nord, Amérique du Sud et Afrique[réf. nécessaire]. La clientèle de BASF est située dans plus de deux cents pays et la société fournit ses produits pour une grande variété d'industrie.
À la fin de 2014, le groupe compte plus de 113 292 employés dont plus de 50 800 en Allemagne et son chiffre d'affaires s'élève à cette période à 74 milliards d'euros, pour un bénéfice de 7,6 milliards d'euros. Au fil des années, le groupe étend ses activités internationales avec une vue particulière sur l'Asie. Entre 1990 et 2005, BASF investit 5,6 milliards d'euros en Asie, notamment dans l'acquisition des sites de Nanjing et Shanghai. BASF fait partie des sept membres réguliers de l'Association internationale du parfum (IFRA).

## Histoire
BASF a été fondé le 6 avril 1865 à Mannheim, dans le grand-duché de Bade, ce que rappelle son nom : Badische Anilin und Soda-Fabrik, « Fabrique badoise d'aniline et de soude ». Le siège de l'entreprise est toutefois transféré au bout d'une semaine sur l'autre rive du Rhin, à Ludwigshafen, Palatinat. Toutefois à cette date, BASF ne produit plus ni aniline ni carbonate de sodium depuis longtemps. La spécialité originelle de la compagnie est la production de colorants dérivés du goudron, son premier procédé étant basé sur la récupération de sous-produits de la gazéification du charbon en gaz de ville, à partir desquels sont élaborés des colorants aniline. BASF devient rapidement un acteur majeur de l'industrie chimique européenne. Ses effectifs passent de 7 000 personnes en 1900 à 24 000 en 1920, contribuant à faire passer la population de Ludwigshafen de 5 000 à 60 000, puis à 100 000 habitants.
En 1921, l'explosion de l'usine d'Oppau, à Ludwigshafen, tue 560 personnes, en blesse 2 000 et dévaste la ville. En 1925, le groupe est rattaché à l'IG Farben pour former un consortium qui devint l'une des pièces maîtresses de l'économie de guerre allemande. En 1932, BASF invente les premières bandes magnétiques en plastique.
Durant la deuxième guerre mondiale, comme d'autres groupes industriels allemands, la société BASF participe à l'effort de guerre nazi. 
Le 28 juillet 1948, un nouvel accident tragique survient dans l'usine de Ludwigshafen tue 207 personnes et en blesse 3 818.
En 1953, BASF lance ses produits d'enregistrement audio grand public, puis en 1966, elle commence sa production de cassettes audio, en 1973, celle de disquettes et en 1977, celle de cassettes vidéo. En 1991, BASF acquiert Agfa-Gevaert et crée BASF Magnetics, celle-ci est filialisée en 1996, puis vendue en 1997 sous le nom de Emtec Magnetics à KOHAP, une entreprise chimique coréenne spécialisée dans la production de polytéréphtalate d'éthylène.

### AuXXIesiècle
En novembre 2008, principalement à cause du ralentissement de la demande de l'industrie automobile, BASF décide d'arrêter provisoirement la production de produits chimiques dans 80 sites puis de ralentir la production dans une centaine d'autres. En janvier 2009, BASF arrête plusieurs sites de synthèse d'ammoniac, à la suite d'une réduction de la demande mondiale. Le 9 avril 2009, BASF acquiert une position majoritaire parmi les actionnaires de Ciba Specialty Chemicals. Ciba est intégrée dans BASF comme division à part entière. 
Le 2 mars 2010, sa filiale, BASF Plant Science, obtient l'autorisation de culture dans l'Union européenne de la variété de pomme de terre transgénique qu'elle a mise au point, 'Amflora', dont l'amidon composé quasi exclusivement d'amylopectine est intéressant pour l'industrie papetière (cette variété n'est pas destinée à l'alimentation humaine),. BASF décide toutefois dès 2012, de surseoir à la commercialisation d'Amflora, jugée finalement non intéressante en Europe. Le 29 novembre 2012, BASF vend son département chimique dans les secteurs alimentaire et fermentation à PMC Ouvrie. En mai 2015, BASF vend une partie de ses activités dans la fabrication d'ingrédients pour l'industrie pharmaceutique à Siegfried Holding, pour 270 millions d'euros. En février 2016, Akzo Nobel annonce l'acquisition des activités « peintures industrielles » de BASF, pour 475 millions d'euros,. En juin 2016, BASF annonce l'acquisition pour 3,2 milliards de dollars de Chemetall, filiale d'Albemarle regroupant les activités de traitements de surfaces des métaux et plastiques.fr
En septembre 2017, BASF annonce l'acquisition des activités nylon, regroupant 2 400 employés, de Solvay pour 1,6 milliard d'euros. En octobre 2017, BASF annonce la reprise des activités de semences végétales de Bayer, comprenant notamment la marque LibertyLink et de nombreux brevets, pour 5,9 milliards d'euros. Cette transaction permet à son concurrent historique Bayer, de financer l'acquisition très controversée de l'agrochimiste Monsanto.
Entre 2016 à 2019, les ventes par BASF de pesticides, interdits en Europe, mais destinés au Brésil augmentent de 44 %. En décembre 2019, BASF annonce la vente de ses activités dans la chimie de la construction au fonds d'investissement Lone Star pour 3,17 milliards de dollars. En février 2020, BASF et Air liquide annoncent la signature de trois contrats de long terme. En octobre 2022, BASF annonce un plan d'économie de 500 millions d'euros par an pour 2023 et 2024. En janvier 2023, la société BASF annonce une perte nette pour l'année 2022.
À la suite de la crise du gaz russe et du sabotage des gazoducs Nord Stream, la société BASF décide en février 2023 la suppression de 3 300 emplois,,,.

## Groupe BASF
Au XXIe siècle, les activités du groupe sont très variées : produits pour l'agriculture, colorants, matières plastiques, produits pharmaceutiques, biotechnologie, pétrochimie de base, engrais, peintures, gaz et pétrole, produits pour la construction, etc.

Partie nord du site de BASF à Ludwigshafen. Février 2023.

Son usine de Ludwigshafen couvre 1 000 hectares et le groupe compte plus de 109 000 employés à travers le monde (au 31 décembre 2010) (répartis comme suit : 69 809 en Europe (32 910 à Ludwigshafen), 16 487 en Amérique du Nord, 15 965 en Asie-Pacifique et 6 879 dans le reste du monde).
En 2014, le groupe BASF est divisé en six segments qui englobent quinze divisions distinctes :
- produits chimiques ;
- plastiques ;
- produits de performances (dispersions et pigments, produits de soin et d’entretien) ;
- solutions fonctionnelles (catalyseur, chimie de la construction et produits dédiés au BTP) ;
- produits agricoles et de nutrition ;
- pétrole et gaz.

### Investissements importants
BASF détient des parts dans plusieurs entreprises :
- BASF Coatings GmbH, Münster (100 %) ;
- BASF Services Holding GmbH, Ludwigshafen (100 %) ;
- BASF Schwarzheide (100 %) ;
- Polyuréthanes BASF GmbH, Lemfoerde (100 %) ;
- Wintershal Holding AG, Kassel (100 %), pétrole et gaz ;
- Wingas GmbH, Kassel (50 %) ;
- Styréniques, Francfort (50 %) ;
- ainsi que de nombreuses filiales étrangères dans 170 pays.

## Actionnaires
Liste des principaux actionnaires de l'entreprise au 1er avril 2022 :
| Actionnaire                            | %    |
| -------------------------------------- | ---- |
| The Vanguard Group                     | 2,78 |
| Norges Bank Investment Management      | 1,65 |
| Flossbach von Storch                   | 1,30 |
| DWS Investment                         | 1,22 |
| DWS Investments (UK)                   | 1,18 |
| Union Investment (de) Privatfonds      | 1,14 |
| BlackRock Asset Management Deutschland | 0,96 |
| Thornburg Investment Management        | 0,93 |
| BlackRock Advisors (UK)                | 0,86 |
| Deka Investment                        | 0,80 |

## Activité de lobbying
Selon le Center for Responsive Politics, les dépenses de lobbying de BASF aux États-Unis s'élèvent en 2017 à 1 770 000 dollars.
BASF est inscrit, depuis 2008, au registre de transparence des représentants d'intérêts auprès de la Commission européenne. Il déclare, en 2017, pour cette activité, des dépenses annuelles d'un montant de 3 200 000 euros.
Pour l'année 2017, BASF France a déclaré à la Haute Autorité pour la transparence de la vie publique exercer des activités de lobbying en France pour un montant qui n'excède pas 200 000 euros.

## Condamnation
En 2000, le groupe plaide coupable et est condamné à une amende de 225 millions de dollars pour entente sur les prix des vitamines.

## Accidents industriels
- 2018 : le 18 septembre, déclare une fuite d’acide chlorhydrique sur une cuve du site de BASF Agri Production de Saint-Aubin-les-Elbeuf : PPI déclenché, cinquante pompiers. Pas de victime.
- 2020 : fuite d’acide chlorhydrique gazeux, sur le site BASF Agri Production de Saint-Aubin-les-Elbeuf avec déclenchement d'un POI[37]. Pas d'impact selon l'industriel.

## Optimisation fiscale
Sur la période 2010-2014, BASF a minoré sa facture fiscale de près d’un milliard d’euros grâce à des montages fiscaux légaux.

## Non respect des normes européennes
Le 21 mai 2019, la fédération allemande pour l'environnement et la protection de la nature (Bund) révèle en utilisant les données fournies par l'agence fédérale de l'environnement allemande comme par l'Agence européenne des produits chimiques que 654 entreprises opérant en Europe n'ont pas respecté, entre 2014 et 2019, le protocole européen d'enregistrement, évaluation et autorisation des produits chimiques, censé protéger la santé et l'environnement des Européens. Ces entreprises, parmi lesquelles BASF, emploient massivement des substances de synthèse interdites et potentiellement dangereuses,,.

### Sources primaires (basf)
1. ↑  (en) The Red Days of Nanjing, basf.com, consulté 30 septembre 2015.
2. ↑  (en) History, sur basf.com, consulté le 30 septembre 2015.
3. ↑  (en) 1902-1924, basf.com, consulté le 30 septembre 2015.
4. ↑  (en) 1990-2014, basf.com, consulté le 30 septembre 2015.
5. ↑  (en) BASF, « Ciba acquisition now perfect: BASF starts integration process », BASF, 2009 (consulté le 10 avril 2009).